# Jimma Aba Jifar Football Club
Maillots
Actualités
Dernière mise à jour : 18 janvier 2020.
Le Jimma Aba Jifar Football Club (en amharique : ጅማ አባ ጅፋር), plus couramment abrégé en Jimma Aba Jifar, est un club éthiopien de football basé dans la ville de Jimma.

## Histoire
En 2017, tandis l'autre club de la ville de Jimma, le Jimma Aba Bunna, se voit relégué en deuxième division, le Jimma Aba Jifar FC est quant à lui promu pour la première fois en National League. Dès sa première saison au plus haut niveau, le club créé la surprise en terminant à la première place, remportant ainsi son premier titre de champion d'Éthiopie.
Lors de la Ligue des champions de la CAF 2018-2019, après avoir passé le tour préliminaire, le club se voit éliminé au premier tour par un club égyptien, l'Al Ahly Sporting Club. Jimma Aba Jifar est ensuite repêché en Coupe de la confédération 2018-2019, mais se voir éliminé dans les play offs par l'équipe marocaine du Hassania Agadir.

## Palmarès
| Compétitions nationales                                                                                |
| --- |
| - Championnat d'Éthiopie (1) - Champion : 2017-18 - Championnat d'Éthiopie D2 (1) - Champion : 2016-17 |

## Personnalités

### Entraîneurs
- Gebremehdine Haile
- Seyoum Ali
- Paulos Getachew